# دشامبو-گروندین، کبک
دشامبو-گروندین (به فرانسوی: Deschambault-Grondines) شهری در منطقه شهری پورتنوف ناحیه کاپیتل-ناسیونال در استان کبک کانادا است. در سرشماری سال ۲۰۱۱ این شهر ۲٬۰۳۶ نفر جمعیت داشته‌است و مساحت آن ۱۲۳٫۶ کیلومتر مربع است.

## نگارخانه

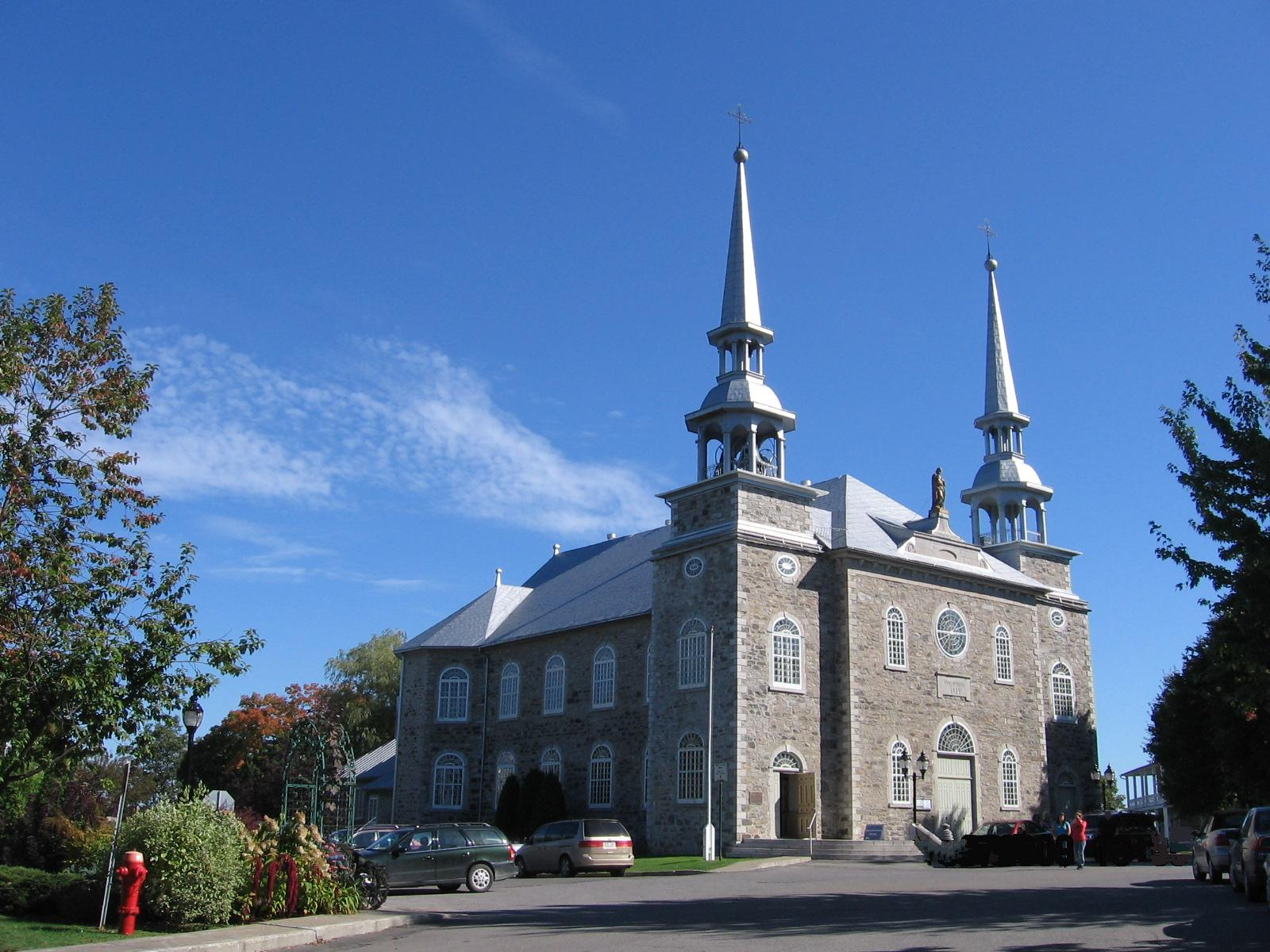
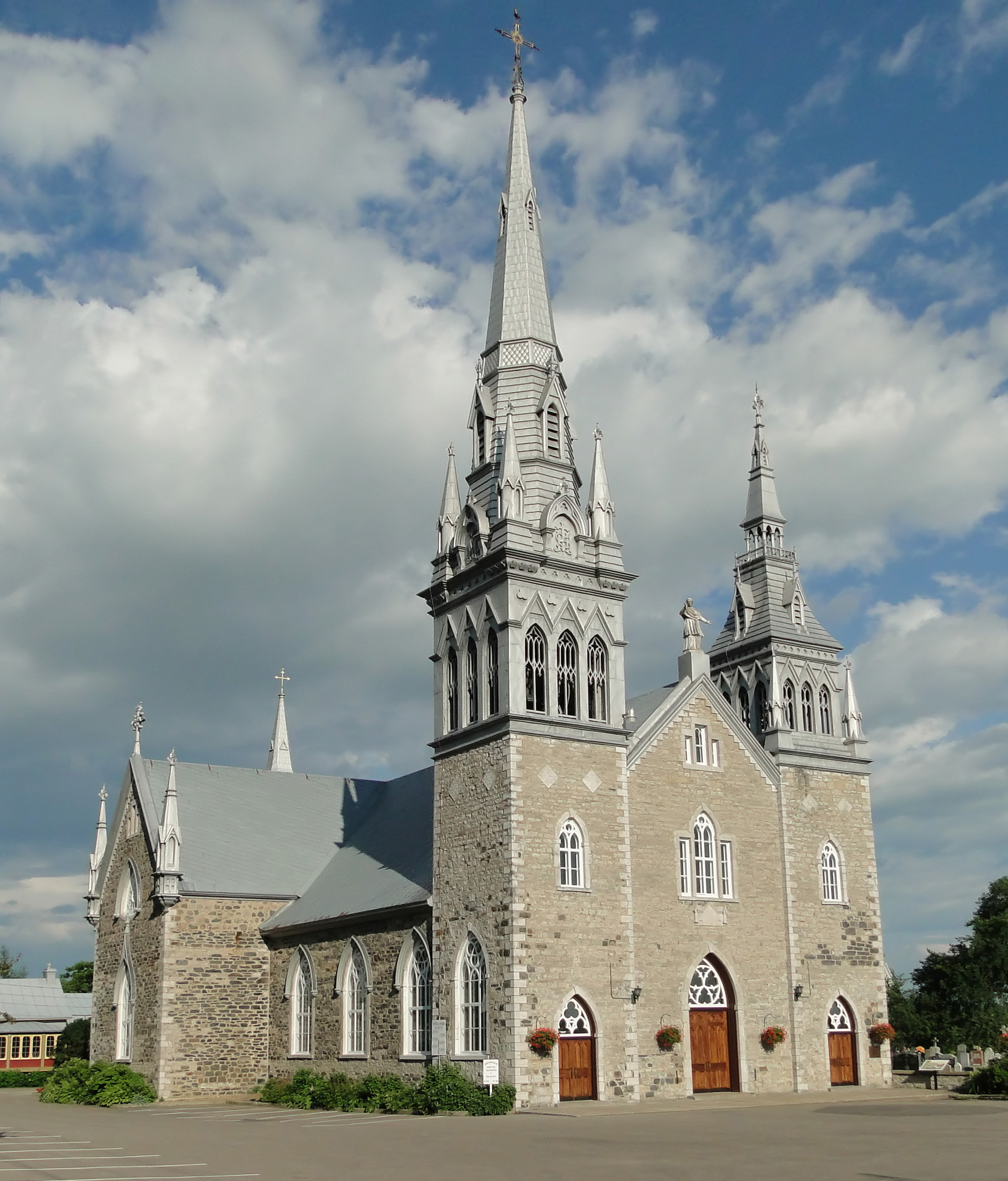
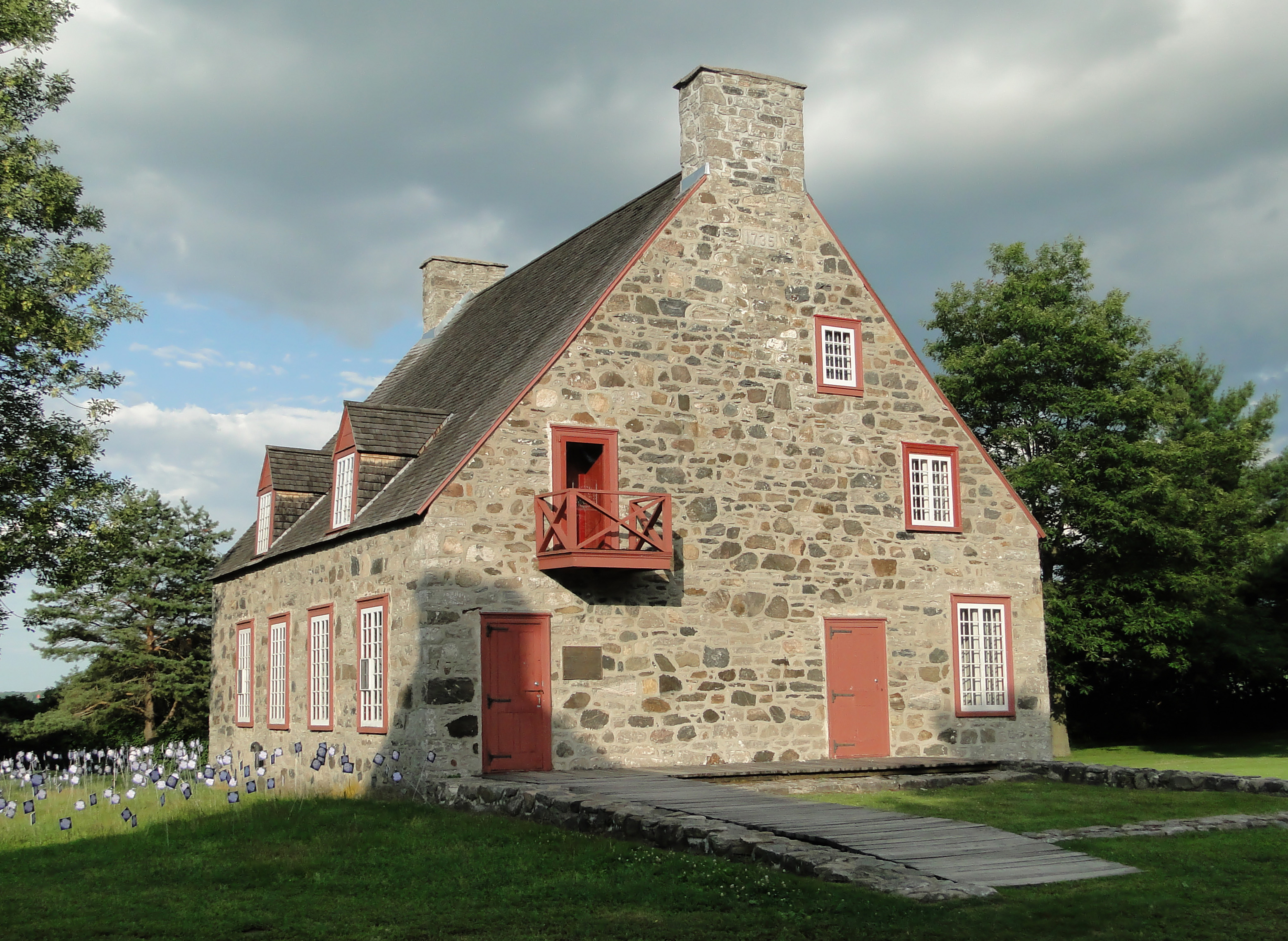
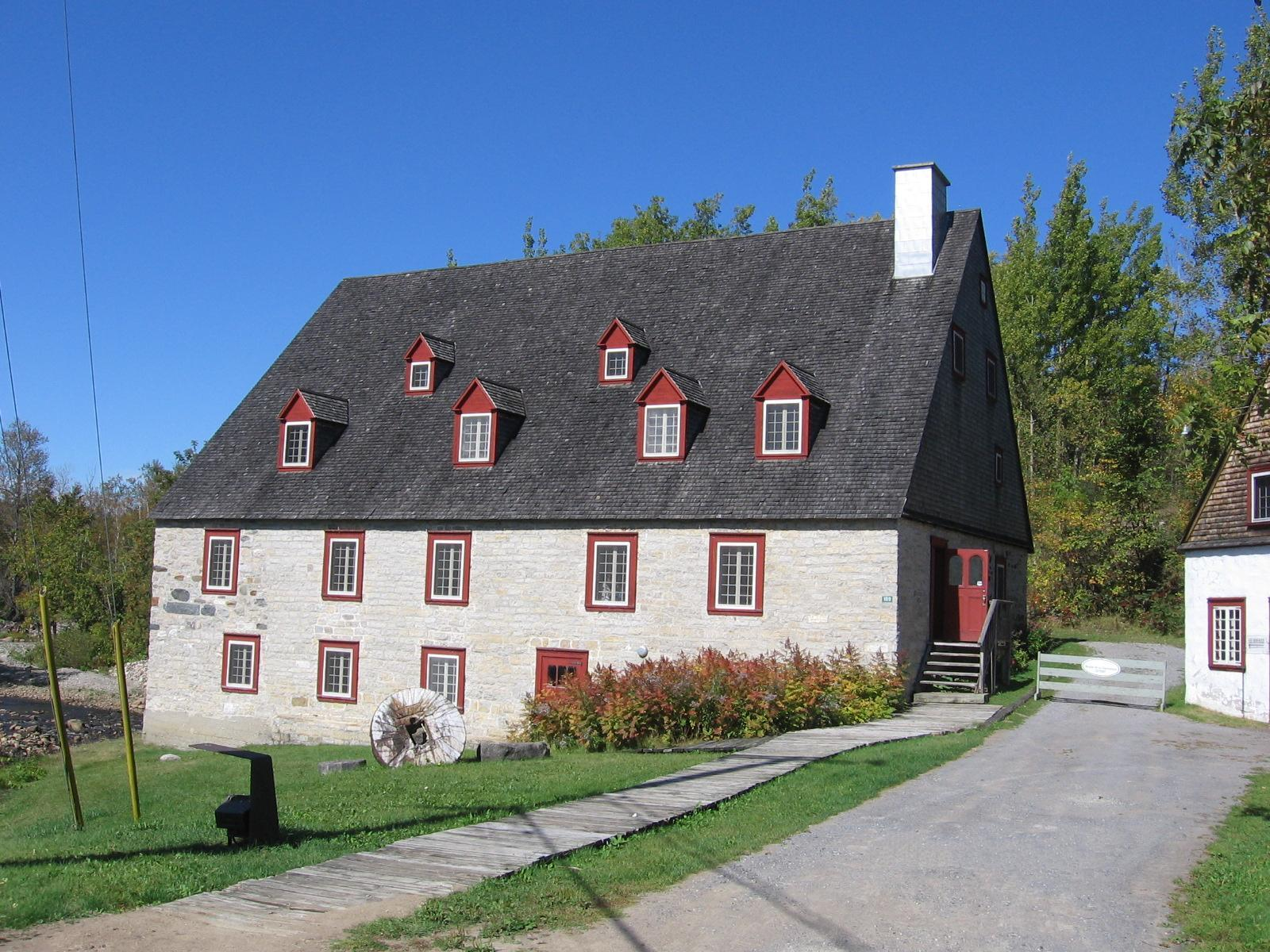